# Бейер, Абсалон Педерсен
Абсалон Педерсен Бейер (ок. 1528 или 1529, Скирдаль, Эурланн — 9 апреля 1575, Берген) — норвежский религиозный и научный писатель.

## Биография
Образование получил в Копенгагене. В 1549 году он отправился в Виттенберг, где 2 года учился у Филиппа Меланхтона, одного из лидеров протестантской Реформации. В 1553 году Бейер был назначен преподавателем богословия в соборной школе Бергена. Между 1557 и 1564 годами он был также главой этой школы или учителем чтения. Известно, что он знал греческий и латинский языки. В 1566 году он позволил своим ученикам исполнить в церкви постановку о грехопадении Адама. Считается, что это было первое публичное театральное представление в Норвегии.
Он оставил в рукописи «Описание Норвегии», изданное Зандвигом в «Samlinger de Suhm» (том II, Копенгаген, 1781) и «Книгу Бергенского капитула» (норв. Absalon Pederssøns dagbok 1552-1572), содержащую интересные данные, касающиеся истории этого города с 1552 по 1572 год. Вдова Бейера была сожжена как колдунья в 1590 году.